# 신갈초등학교
신갈초등학교(新葛初等學校)는 대한민국 경기도 용인시 기흥구 신갈로에 위치하고 있는 초등학교이다.

## 학교 연혁
- 1906년 5월 7일 사립 명륜학교 개교
- 1909년 6월 19일 사립용인보통학교로 개교
- 1912년 4월 1일 공립용인보통학교(4년제) 개편
- 1921년 4월 1일 기흥공립보통학교(6년제) 개칭
- 1938년 4월 1일 갈천공립심상소학교로 개칭
- 1941년 4월 1일 갈천공립국민학교로 개칭
- 1949년 12월 31일 신갈국민학교로 개칭
- 1984년 3월 1일 보라국민학교(10학급) 분리
- 1993년 3월 6일 구갈국민학교(13학급) 분리
- 1991년 3월 16일 병설유치원 개원
- 1996년 3월 1일 신갈초등학교로 개칭
- 2001년 3월 1일 청곡초등학교(17학급) 분리
- 2001년 5월 1일 산양초등학교(11학급) 분리
- 2001년 7월 8일 학교도서관 개관
- 2002년 10월 29일 체조체육관 준공
- 2003년 1월 29일 강당 개,보수공사 완료
- 2007년 2월 22일 경기도 국악당 자매결연
- 2009년 6월 19일 개교 100주년
- 2011년 3월 1일 창의 경영학교 운영
- 2012년 3월 1일 제17대 이상철 교장 취임
- 2014년 3월 3일 19학급(특수2포함), 유치원 5학급 편성
- 2015년 2월 13일 제102회 졸업 81명 총 15,858명 배출
- 2015년 3월 2일 18학급(특수2토함), 유치원 5학급 편성

## 참고 문헌
- 신갈초등학교 - 한국교육학술정보원 학교알리미

## 같이 보기
- 신갈초등학교 축구단